# Geschichte Costa Ricas

Nationalflagge Costa Ricas

Die Geschichte Costa Ricas umfasst die Entwicklungen auf dem Gebiet der Republik Costa Rica von der Urgeschichte bis zur Gegenwart. Sie reicht mindestens bis 8000, möglicherweise bis 12.000 v. Chr. zurück. Bis zur Ankunft der Spanier im 16. Jahrhundert n. Chr. lebten nach Robert Carmack bis zu 400.000 Menschen im heutigen Staatsgebiet.
Zwar erreichte Christoph Kolumbus bereits 1502 das Gebiet des heutigen Costa Rica, doch setzte die Kolonisierung durch Spanien erst 1560 ein. Diese Kolonialphase, in der die Region von eher geringer Bedeutung war, endete 1821 mit der Unabhängigkeitserklärung. 1823 bis 1838 war Costa Rica Mitglied eines mittelamerikanischen Staatenbundes, machte sich aber 1838 selbstständig. Kaffee und Bananen bildeten bald die wirtschaftliche Basis und brachten eine konservative Grundbesitzerschicht hervor.
Erst 1889 kam es zu ersten freien Wahlen, doch wechselten sich danach autoritäre Präsidenten ab, deren Regime Züge einer Diktatur trugen. 1948 kam es zu einem Bürgerkrieg, bei dem rund 2000 Menschen ums Leben kamen. José María („Don Pepe“) Figueres Ferrer gründete die Zweite Republik, bald folgte die Abschaffung der Armee, 1983 die Neutralität. Dieses und die zunehmende Prosperität brachten dem Land den Beinamen „Schweiz Mittelamerikas“ ein. Von 2006 bis 2010 war der Friedensnobelpreisträger von 1987, Óscar Arias Sánchez, Präsident Costa Ricas, das 2007 einem Freihandelsabkommen mit den USA beitrat.

## Früheste Kulturen bis zur Kolonialzeit (vor 10.000 v. Chr. bis zum 16. Jahrhundert)
Der Nordwesten, die Nicoya-Halbinsel (Nationalpark Barra Honda), war der südlichste Ausläufer des Nahuatl, der Süden und die Mitte des Landes waren hingegen vom südlichen Chibcha geprägt. Costa Rica war mit seinen Vulkanen und Gebirgszügen, aber auch mit seinen küstennahen Sümpfen ein Sperrriegel zwischen den Hochkulturen des Nordens und des Südens, so dass es nur zu einem spärlichen Austausch der Kulturen untereinander kam.

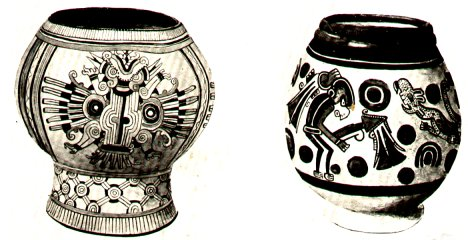
Vorkolumbianische Tonware aus Nicoya

Der Osten trug ausgeprägt südamerikanische Züge. Die dort lebenden Kariben sowie die Boruca und Chibcha im Südwesten waren halbnomadische Jäger und Fischer, die Yuca, Kürbis und Pflanzenknollen ernteten, Coca kauten und in palisadenumwehrten Dörfern lebten. Die matriarchalischen Chibcha entwickelten ein Sklavensystem und waren hervorragende Goldschmiede. Zudem fertigten sie präzise geformte Granitkugeln, die Steinkugeln von Costa Rica, welche aus unbekannten Gründen die Gräber am Río Térraba, auf der Caño-Insel und in der Golfito-Region füllen. Eine Schrift entwickelten sie nicht.

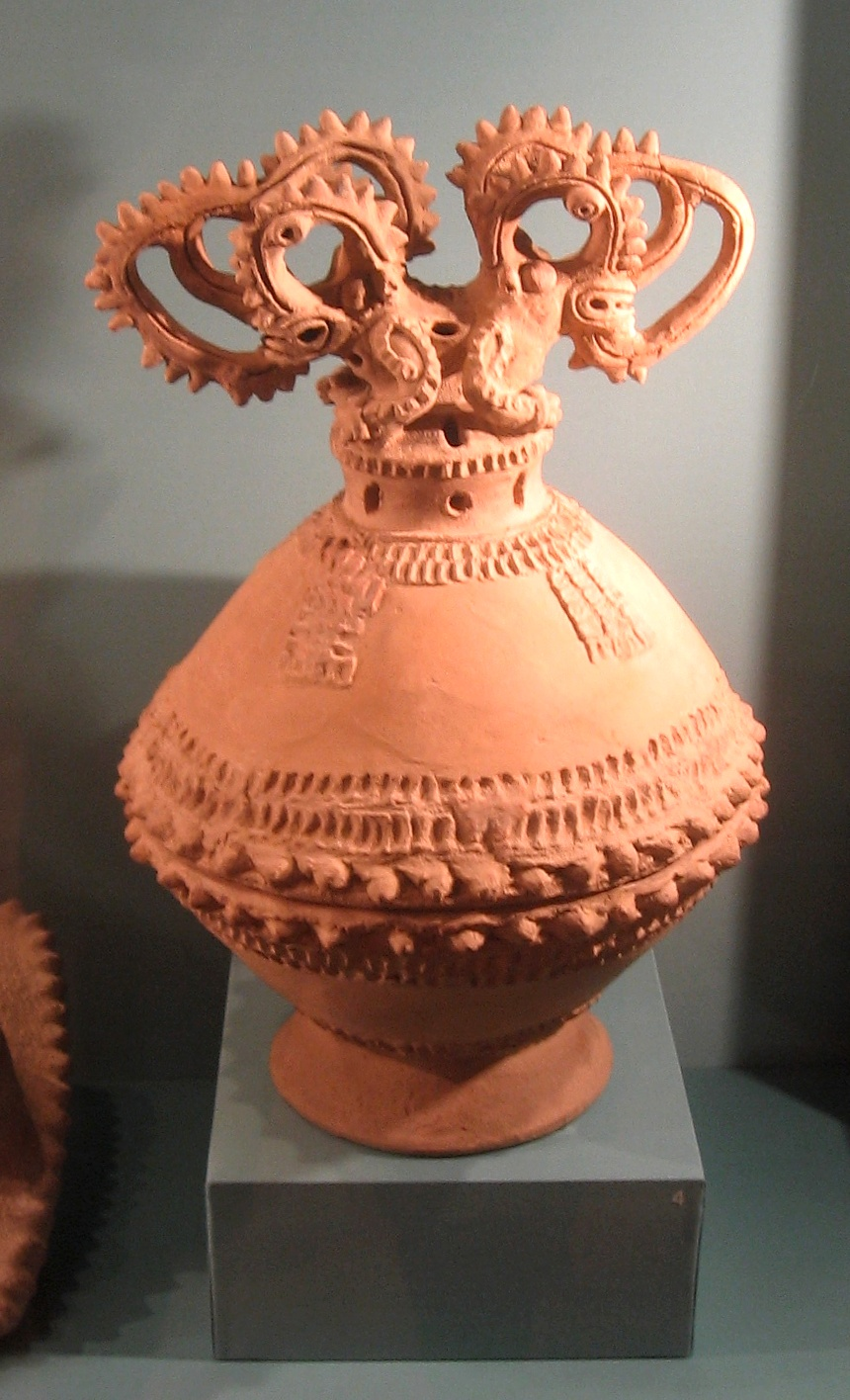
Räucherofen mit Krokodildeckel (500–1350)

Die größte archäologische Stätte ist Guayabo, an den Hängen des Turrialba, über 50 km östlich von San José. Sie existierte von 1000 v. Chr. bis etwa 1400, und wurde von vielleicht 10.000 Menschen bewohnt. Als besonders kunstvoll gelten die Tonwaren und die Metallarbeiten. Die Goldbearbeitung stand bereits um 600 auf einem Höhepunkt, besonders in den Gebirgsregionen.

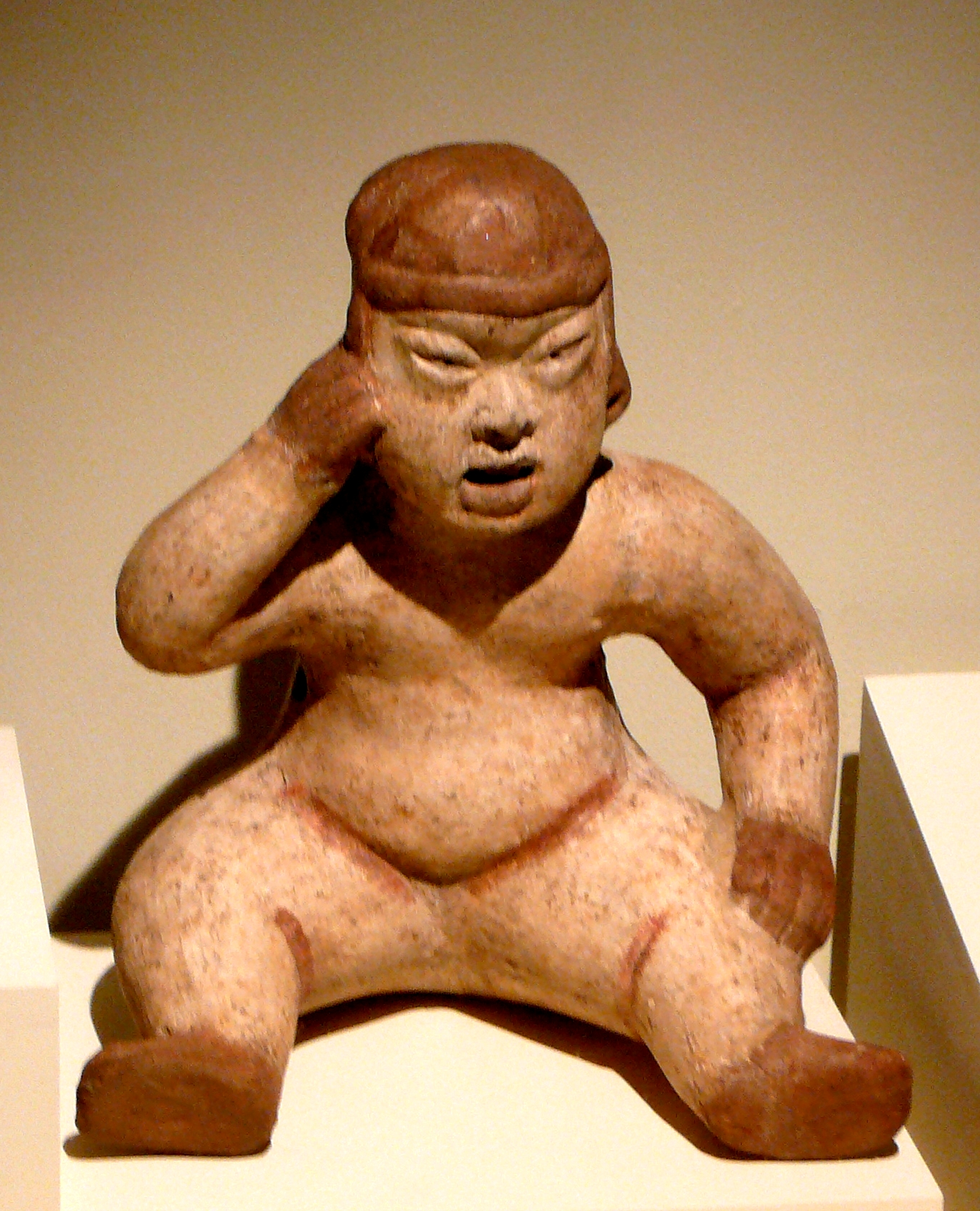
Olmekenfigur aus dem Museo del Jade Marco Fidel Tristán Castro in der Hauptstadt

Dort lebten Corobicí, die in kleinen Hochlandtälern wohnten, und die Nahuatl, die aus Mexiko um 1500 einwanderten. In dieser Zeit wurde die Nicoya-Halbinsel in der nordwestlichen Provinz Guanacaste in das ausgedehnte mesoamerikanische Kultursphäre einbezogen. Besonders die Chorotega, die die größte indigene Gruppe darstellten, wiesen dabei kulturelle Eigenheiten ihrer nördlichen Nachbarn auf. Sie selbst kamen im 14. Jahrhundert aus dem Süden Mexikos, ihr Name bedeutet Flüchtendes Volk. Sie errichteten Städte mit Zentralplätzen und brachten ein Agrarsystem mit Bohnen, Mais, Kürbis und Flaschenkürbissen mit. Sie besaßen einen Kalender, schrieben Bücher auf Hirschpergament und stellten hochentwickelte Keramiken sowie anthropomorphe Figuren her, die heute im Jade-Museum von San José stehen.
Die kriegerischen Chorotega hatten Sklaven und eine von Priestern und Adel beherrschte, von scharfen Klassengrenzen gekennzeichnete Gesellschaft.

## Spanische Eroberungsversuche (1502 bis ca. 1530)
Am 18. September 1502 landete Christoph Kolumbus als erster Europäer an der Atlantikküste Costa Ricas, nachdem ein Hurrikan seine Schiffe beschädigt hatte und die Moral der Besatzung sank. Kolumbus suchte daher für 17 Tage Zuflucht in der Bucht von Cariari (wie er sie nannte) (nahe Limón). Er wurde dort freundlich empfangen. Die Indigenen gaben ihm zwei junge Mädchen, dazu angeblich viel Gold. Er nannte das fruchtbare Gebiet La Huerta (Der Garten). Das Gebiet hatte vielleicht 20.000 Einwohner, wie Christopher Baker 1994 schätzte.
1506 entsandte der König von Spanien einen Gouverneur, Diego de Nicuesa, um die Atlantikküste von Veragua zu kolonisieren. Doch er lief mit seinem Schiff vor der Küste Panamas auf Grund und versuchte nordwärts zu marschieren. Die dortigen Indianer griffen sie jedoch in Guerillataktik an und verbrannten ihre Ernten, um ihren Vormarsch zu stoppen. Eine zweite Expedition unter Gil González Dávila brach 1522 von Panama auf. Davila erlangte reichlich Gold, was dem Land den Namen Costa Rica, Reiche Küste eintrug.
Davilas Priester tauften viele Indianer, doch von ihnen verstarb die Mehrzahl an Hunger und Krankheiten. Auch die Expedition verlor mehr als 1000 Mann, ähnlich wie spätere Expeditionen. Innere Streitigkeiten, die Feindschaft der Indianer, aber auch Piratenüberfälle zerstörten die Kolonien. 1524 gründete Francisco Hernández de Córdoba die erste Siedlung am Pazifik, Bruselas nahe dem heutigen Puntarenas. Sie hielt sich nur bis 1527 oder 1528.
Guatemala wurde 1543 zum Kernland der Landbrücke, die dem Vizekönig von Neuspanien unterstand, doch Costa Rica war längst wieder von den Spaniern verlassen worden.

## Spanische Kolonialherrschaft (1560 bis 1821)
Erst in den 1560er Jahren setzten nach vier Jahrzehnten neue Kolonisierungs- und Christianisierungsversuche ein. Doch hatten Pocken und Tuberkulose inzwischen zahlreichen Indigenen das Leben gekostet. Die übrigen flohen in die Berge, vor allem in die Talamanca-Berge. Nur auf der Nicoya-Halbinsel wurde eine nennenswerte Population von Chorotega versklavt.
Ab 1560 wurde sie systematisch kolonisiert, spanische Konquistadoren unter Führung von Juan Vázquez de Coronado gründeten 1562 Cartago, das von 1563 bis 1823 Hauptstadt Costa Ricas war. 1565 erhielt die Stadt ein Wappen und den Wahrspruch Muy Noble y Muy Leal (Besonders edel und besonders loyal). Sie lag in über 1400 m Höhe am Fuß des Vulkans Irazú oder Iaratzu (grollender Berg).
Die große Entfernung Costa Ricas zum Verwaltungs- und Wirtschaftszentrum Guatemala, und die geringe wirtschaftliche Bedeutung machten die Kolonie zu einer der ärmsten in ganz Amerika, wie ein spanischer Gouverneur 1719 schrieb.
Dabei fielen zahlreiche Indianer den Pocken zum Opfer, wodurch für die Encomiendas zu wenige indigene Arbeitskräfte zur Verfügung standen, die den Grundherren eine steile Hierarchie und eine umfassende Freistellung von Arbeit ermöglicht hätten. Infolgedessen zeigte Costa Rica eine Neigung zu egalitäreren Strukturen, die Eroberer mussten ihre Äcker selbst bewirtschaften.
Auch nach einem Jahrhundert bestand Cartago nur aus einigen Adobe-Häusern und einer einzigen Kirche, die beim Ausbruch des Irazú 1723 verbrannten. Um stadtähnliche Siedlungen hervorzubringen, zwang man die Bevölkerung um die neu zu errichtenden Kirchen zu wohnen, gründete 1717 Heredia (Cubujuquie), San José (Villaneuva de la Boca del Monte) 1737 und Alajuela (Villa Hermosa) 1782. Weizen und Tabak wurden exportiert und ermöglichten eine dichtere Besiedlung der Meseta Central.
Die Vermischung mit den Indigenen war, im Gegensatz zu den meisten spanischen Kolonien, eher gering. Keine Mestizenklasse wurde von spanischen Siedlern unterdrückt, die Armut hatte eine angleichende Wirkung.
Nur Nicoya und Guanacaste am Pazifik waren über Straßen mit Nicaragua und Panama verbunden. Hier entstand eine ausgedehnte Viehwirtschaft. Dazu wurden die Indianer gezwungen auf den Haciendas zu arbeiten. Die Grundherren führten zu ihrem Ersatz zahlreiche schwarze Sklaven ein.
An der karibischen Küste entstanden hingegen Kakaoplantagen, nach deren Niedergang wurden sie von Tabakplantagen abgelöst. Als Antwort auf die zunehmende Piraterie schloss Spanien allerdings 1665 die Häfen und ruinierte damit den Handel. Die Region wurde zum Rückzugsgebiet für Schmuggler und Piraten, was wiederum die staatliche Autorität unterminierte.
1809 wurde aus der Provinz Costa Rica eine Provinz Spaniens. Mit der Charta von Cadiz entstanden 1812 Deputationen für die Provinzen, von ihnen war die Diputaciòn Provincial de Nicaragua y Costa Rica auch für Costa Rica zuständig. Nicoya und die dortige Zentralregion hatten einen gemeinsamen Gesandten zu den Cortes nach Spanien geschickt.

## Unabhängigkeit (ab 1821) und Konföderation (1823 bis 1838)
Am 15. September 1821 erklärte Costa Rica zusammen mit anderen Kolonien die Unabhängigkeit von der Kolonialmacht Spanien. Während sich die anderen mittelamerikanischen Staaten für einen Anschluss an die Zentralamerikanische Konföderation entschieden, entschloss sich Costa Rica eilig für den Anschluss an das mexikanische Reich des Agustín de Iturbide. Erst von 1823 bis 1839 gehörte es zur Konföderation. Die Hauptstadt Costa Ricas, die Mexiko unterstützte, wurde 1824 durch Präsident Juan Mora Fernández, der dieses Amt bis 1833 innehatte, in das 1738 gegründete San José verlegt, das eine unabhängige, republikanische Verfassung bevorzugte. 1843 wurde die Universidad de Santo Tomás gegründet, die spätere Universidad de Costa Rica. Dabei stand die Stadt in scharfer Konkurrenz zu Cartago, das ebenso konservativ war wie Heredia, während die anderen beiden Städte San José und Alajuela liberaler waren. 1823 kam es zum Bürgerkrieg. Die kurze Schlacht in den Ochomogo-Hügeln gewannen die republikanischen Kräfte von San José. Guanacaste löste sich zudem von Nicaragua und schloss sich ihm ein Jahr später an. Zugleich lähmten Grenzstreitigkeiten und vor allem die in den anderen Staaten vorherrschende Repression die Konföderation, so dass Costa Rica 1838 seine Unabhängigkeit erklärte. Hier spielten weder die massive Unterdrückung, noch ein unabhängiges Militär eine bedeutende Rolle.
Juan Mora Fernandez etablierte ein funktionsfähiges Rechtssystem, gründete die erste Zeitung und baute das Bildungssystem aus. Er ermutigte zum Kaffeeanbau, wozu er kostenlos Land ausgab. Dennoch griffen im September 1835 die anderen drei Städte San José an.
Braulio Carrillo, ein Diktator, löste 1838 Costa Rica aus der Konföderation. Der honduranische General José Francisco Morazán Quezada stürzte Carrillo jedoch 1842. Morazans Ehrgeiz und die erhöhten Steuern zur Finanzierung seiner Pläne führten zu seinem Sturz 1843.

## Eigenstaatlichkeit, Kaffeebarone (ab 1838)

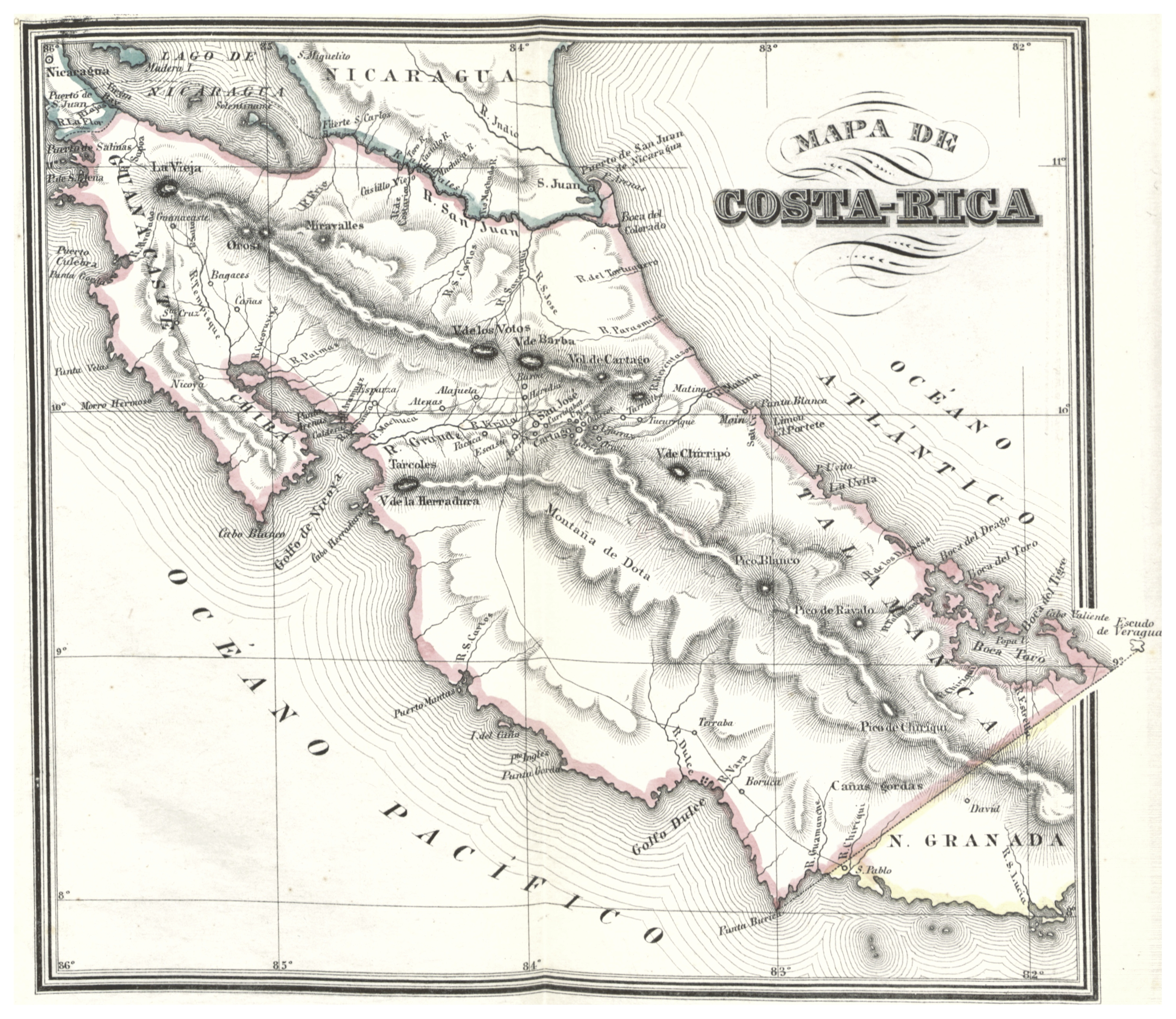
Republik Costa Rica in den Grenzen von 1850

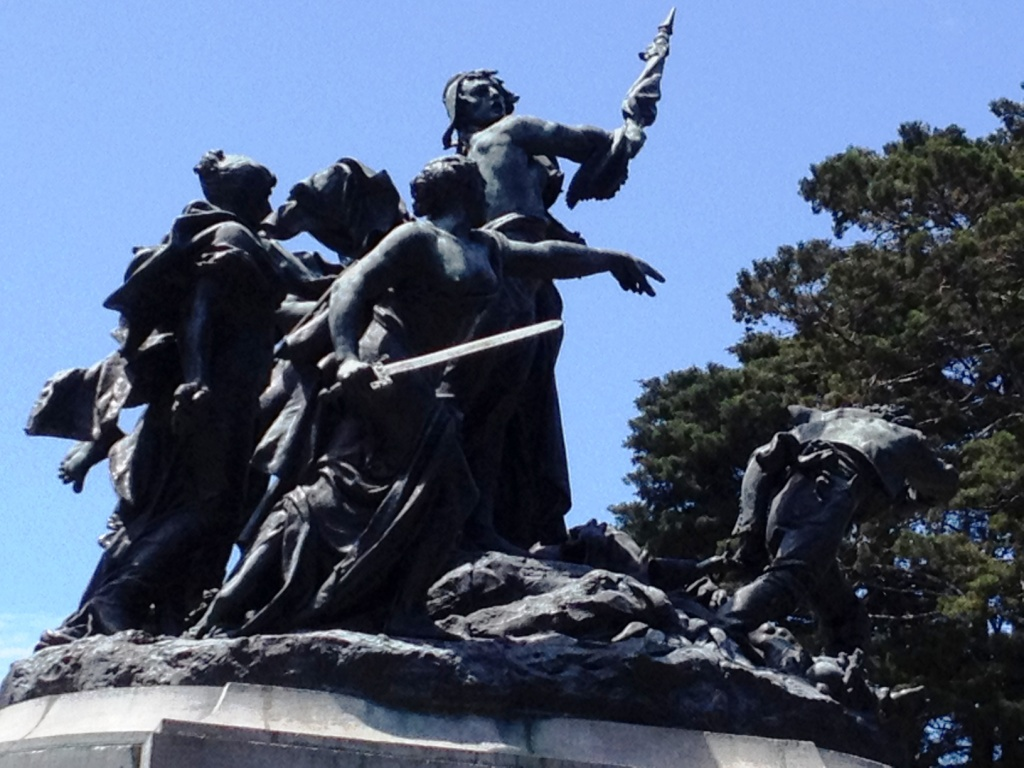
Monumento Nacional de Costa Rica Detalle

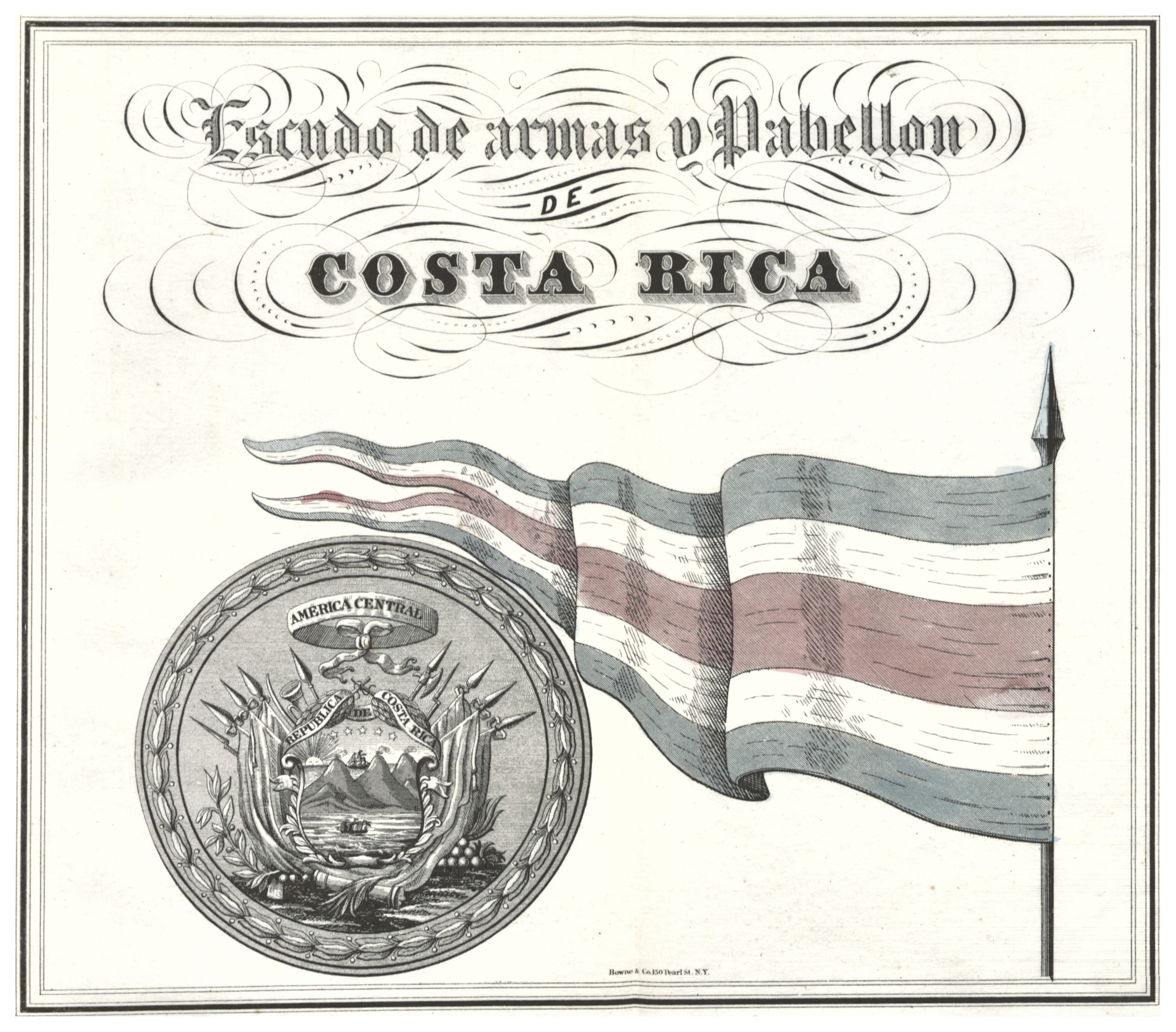
Staatswappen und Fahne der Republik Costa Rica

Währenddessen stieg eine neue Führungsgruppe auf, die jedoch in sich zerstritten war, die Kaffeebarone, die Cafetaleros.
Sie taten sich zusammen, um José María Castro Madriz zu stürzen. Castro, ein Aufklärer, hatte eine höhere Schule für Mädchen gegründet und Pressefreiheit durchgesetzt.
Als seinen Nachfolger entschieden sie sich für Juan Rafael Mora Porras, einen der reichsten Kaffeearistokraten. Mora wurde bekannt für den rapiden wirtschaftlichen Aufstieg des Landes während seiner ersten Amtszeit und für den Kampf gegen die Ambitionen des amerikanischen Abenteurers William Walker während seiner zweiten. Diese zweite Wahl konnte er nur durch Wahlmanipulationen gewinnen. 1859 wurde er abgewählt, weil man ihn für die Cholera-Epidemie verantwortlich machte, die durch die Teilnehmer der Zweiten Schlacht von Rivas eingeschleppt worden war und jeden zehnten Costa-Ricaner das Leben kostete. Die Führungsgruppe ließ ihn fallen, nachdem er eine Nationalbank gründen wollte, denn sie fürchteten um ihr Kreditmonopol für die Kaffeeproduzenten. Nach einem Putschversuch gegen seinen Nachfolger wurde er hingerichtet. Diese bürgerkriegsartige Situation führte in den 1860er Jahren dazu, dass die Armee zu einem bedeutenden Machtfaktor aufstieg, der korruptionsanfällig war.
General Tomás Guardia Gutiérrez stürzte im April 1870 die Regierung und herrschte bis 1882 und etablierte ein autoritäres Regime. Er gilt als „guter“ Diktator, denn er schaffte die Todesstrafe ab, bändigte die Macht der Kaffeebarone, ebenso wie die der Armee. Er finanzierte aus den Kaffeeeinnahmen Straßenbauten und öffentliche Gebäude. Außerdem führte er die Schulpflicht ein, wobei der Staat die Kosten übernahm. Die Kaffeebarone unterstützten ihn zunehmend, da das liberale Regime ihren Interessen eher entgegenkam, als die Instabilität wechselnder militärischer Allianzen.

## Zuwanderung und Eisenbahnbau, Bananen
Guardias schwierigstes Projekt wurde der Bau einer Eisenbahnverbindung vom zentralen Tal zur Atlantikküste, und damit die Anbindung an den Weltmarkt. Erbauen sollte sie der New Yorker Minor C. Keith aus Brooklyn.
Die meisten schwarzen Costa-Ricaner, die heute rund 3 % der Bevölkerung ausmachen, kamen von Jamaika. Während der 1880er Jahre arbeiteten sie an Minor Keiths Eisenbahnprojekt mit, das die Städte des Zentralplateaus mit dem Hafen Puerto Limón an der karibischen Küste verband. Minor C. Keith führte das Projekt mit Hilfe amerikanischer und chinesischer Arbeitskräfte durch. Zum Ausgleich erhielt Keith keine Bezahlung, sondern Land und Einnahmen aus dem Bahnbetrieb. Diese nutzte er, um Bananen anzubauen, die Kaffee bald Konkurrenz machten. Der Grund und Boden blieb in amerikanischen Händen, unter ihnen die United Fruit Company, die erheblichen Einfluss im Land gewann.

## Erste freie Wahlen (1889)
Präsident Bernardo Soto Alfaro rief 1889 zu den ersten freien Wahlen auf, wenn auch Schwarze und Frauen noch nicht wahlberechtigt waren. Zu seiner Überraschung gewann sein Kontrahent José Joaquín Rodríguez Zeledón die Wahl. Als die Regierung beschloss, den neuen Präsidenten nicht anzuerkennen, kam es zu Massenaufmärschen, die die Regierung zum Nachgeben zwangen.

## Diktatoren
Rodriguez und sein Nachfolger, Rafael Yglesias Castro, förderten zwar den wirtschaftlichen Aufschwung, doch zogen sie so viel Macht an sich, dass ihr Regime eher eine Diktatur darstellte. Yglesias’ Nachfolger, Ascensión Esquivel Ibarra, der 1902 ins Amt kam, trieb drei seiner Kontrahenten ins politische Exil und erzwang 1906 die Einsetzung seines eigenen Kandidaten für das Amt des Präsidenten, nämlich Cleto González Víquez. Unter ihm wurde die Bahnstrecke von San José nach Puntarenas am Pazifik 1910 fertig gestellt. Am 4. Mai 1910 zerstörte ein Erdbeben Cartago und andere Orte in der gleichnamigen Provinz und tötete etwa 1500 Menschen. Den Gewinner des Plebiszits von 1914 erklärte der Kongress kurzerhand für nicht wählbar und ernannte seinen eigenen Kandidaten, Alfredo González Flores, zum Präsidenten.
Dennoch war das Land formal weiterhin eine Demokratie, die Armee griff nicht ein. Dies änderte sich 1917, als Flores versuchte, die steuerlichen Lasten, die bisher praktisch nur von den mittleren und unteren Einkommen getragen wurden, durch eine direkte, progressive Besteuerung neu zu verteilen. Zudem sorgte er dafür, dass sich der Staat zunehmend in die Wirtschaft einmischte. Kriegsminister Federico Tinoco Granados übernahm die Macht. Der Diktator verlor jedoch bald die Unterstützung der amerikanischen Unternehmer, und Frauen und Studenten demonstrierten 1919 gegen den Diktator. Flores trat zurück, Federico Tinoco Granados ging ins Exil.
Die Liga Civica opponierte ab 1928 gegen das Elektrizitätsmonopol der Electric Bond and Share Co. (General Electric), das für die Elektrifizierung der Eisenbahnen und die allgemeine Stromversorgung eine zentrale Rolle spielte. Einer ihrer Führer, Ricardo Moreno Cañas, wurde am 23. August 1938 ermordet. 2008 wurde er zu einem der Wohltäter des Vaterlands (Benemeritos de la Patria) ernannt.
Es folgte eine Reihe instabiler Regierungen, die sich unter Führung von Ricardo Jiménez Oreamuno (1910–14, 1924–28, 1932–36) und Gonzalez Visquez (1928–32) zwölf Jahre lang in der Führung abwechselten. Die Weltwirtschaftskrise erschütterte auch das kleine Land, wo Unterernährung, Arbeitslosigkeit, Hungerlöhne und brutale Arbeitsbedingungen zu Unruhen führten. 1930 wurde die Kommunistische Partei Costa Ricas gegründet, die u. a. eine wichtige Arbeiterbewegung initiierte, der sich vor allem Arbeiter der United Fruit Company anschlossen. Ein Streik gegen United Fruit Company brachte einige Erleichterungen, doch der Ruf nach Reformen des paternalistischen Systems der Landbarone wurde lauter. Die politische Macht gewannen die Städte.
Von 1936 bis 1940 amtierte der autoritär herrschende Präsident León Cortés Castro, dem Sympathien für den Nationalsozialismus nachgesagt wurden. Umstritten ist dabei insbesondere die Rolle des deutschen Einwanderers Max Effinger, der unter Cortés das Amt des Direktors für öffentliche Arbeiten ausübte. Er opponierte gegen die Einwanderung polnischer Juden. Er wurde nach dem 6. Dezember 1941 als Deutscher interniert.

## Zweiter Weltkrieg
Zur Wahl 1940 durfte Cortés laut Verfassung nicht mehr antreten. Sein Wunschkandidat und dann auch gewählter Nachfolger, der Arzt Rafael Ángel Calderón Guardia (1940–44), orientierte sich stärker an den USA und strukturierte die eigene Partei (Partido Republicano Nacional) um. Zudem führte Calderón eine Landreform durch, so dass unbearbeitetes Land denen gehören sollte, die es bearbeiteten.
Geradezu erstaunlich und einzigartig in der Region war die Einführung eines sozialstaatlichen Modells nicht nur mit einem kodifizierten Arbeiterrecht mit Mindestlohn, bezahltem Urlaub und einer Arbeitslosenversicherung, sondern auch im Steuersystem mit einer progressiven Besteuerung.  Dazu kam ein öffentlicher Gesundheitsdienst und Alters- und Invalidenrenten. Darüber hinaus gründete Calderón die Universität von Costa Rica.
Im Dezember 1941 trat Costa Rica, nach dem Angriff auf Pearl Harbor, als erstes zentralamerikanisches Land in den Zweiten Weltkrieg ein. Deutsche, italienische und japanische Staatsbürger wurden überwacht und ihr Vermögen eingezogen. Die konservative Elite, die Calderón ins Amt gebracht hatte, betrachtete ihn zunehmend als ihren Gegner, zumal die Verhaftung einiger Deutscher, die zu ihnen zählten, sie weiter reizte. Die hohen Ausgaben und der Krieg führten zu einer steil ansteigenden Inflation, die die Mittelklasse und die Arbeiterschaft schädigte und gegen ihn aufbrachte. Calderón verbündete sich schließlich mit der Katholischen Kirche und den dank des internationalen Bündnisses der Alliierten auch in Costa Rica aufstrebenden Kommunisten, die zusammen die vereinigte sozialchristliche Partei bildeten. Zudem hatte er die Unterstützung der liberalen Teile der Elite.
Während des Zweiten Weltkriegs begann sich eine neue oppositionelle politische Gruppe zu formieren, bestehend aus politisch liberalen Intellektuellen, die der „unheiligen Allianz“ Calderóns misstrauten, Industriellen und Landarbeitern (Campesinos). Sie gründete die Sozialdemokratische Partei, die von einer aufstrebenden Mittelklasse dominiert wurde. Diese SDP verbündete sich mit den traditionellen oligarchischen Eliten und beschuldigte Calderón der Korruption. Zudem kritisierten sie seine Zusammenarbeit mit den Kommunisten.
Auf Calderón folgte trotz Widerstand 1944 seine ebenfalls konservative Marionette Teodoro Picado Michalski durch eine mit hoher Wahrscheinlichkeit manipulierte Wahl. Picado war kein Freund des Kommunismus, doch er benötigte die Unterstützung der Partido Vanguardia Popular, der von Manuel Monta geführten radikalen kommunistischen Arbeiterpartei. Während international das Bündnis der Kriegsalliierten in Feindschaft umschlug, stieg in Costa Rica wie in ganz Lateinamerika die Angst vor dem Kommunismus und dem Einfluss der Sowjetunion. Diese Angst wurde neben Korruptionsvorwürfen von den oppositionellen politischen Lagern gegen Picado verwendet, indem sie ihn als politisches Sprungbrett des Kommunismus bezeichneten.

## Bürgerkrieg (1948)
Während der Wahl von 1948, bei der sich Calderón zu einer zweiten Amtszeit stellte, kam es zu Ausschreitungen. Mehrere erfolglose Mordanschläge auf Calderón, Picado und Mora wurden verübt, es kam zu Streiks, Unruhen und vereinzelten Todesfällen. Mit einer 54-%-Mehrheit gewann Otilio Ulate die Wahl gegen Calderón, doch Calderóns Partei bezeichnete die Wahl als Betrug. Am 1. März 1948 annullierte der Kongress die Wahl und ließ die Wahlzettel verbrennen.
Der Legende nach soll José María („Don Pepe“) Figueres Ferrer, ein 42 Jahre alter Kaffeebauer, Ingenieur, Wirtschaftswissenschaftler und Philosoph spontan eine Armee aus Studenten und Intellektuellen aufgeboten haben. Doch der Aufstand war lange vorbereitet. „Don Pepe“ war 1942 ins Exil nach Mexiko gegangen. 1944 kehrte er nach Costa Rica zurück und warb für einen bewaffneten Aufstand. Durch seine zahlreichen Kontakte in andere zentralamerikanischen Länder konnte er mit Hilfe von im Exil lebenden Nicaraguanern, Honduranern und Dominikanern die aus ca. 600 Mann bestehende Nationale Befreiungsarmee aufstellen. Aus dem Ausland wurden Waffen an seine von Militärs aus Guatemala ausgebildeten Truppen geliefert (siehe Karibische Legion). Neben Guatemala unterstützte ihn auch Kuba. Intern unterstützten ihn die Sozialdemokraten, doch war die Partei in der Mehrheit gegen eine militärische Intervention.
Figueres’ primäres Ziel war es, mit Waffengewalt das Ergebnis der vorangegangenen Wahl durchzusetzen und Ulate die Präsidentschaft zu ermöglichen. Ihm gegenüber standen die reguläre Armee Costa Ricas, welche jedoch nur aus etwa 1000 Soldaten bestand und größtenteils schlecht organisiert und ausgebildet war, sowie ca. 500 zur Unterstützung der costa-ricanischen Truppen von Anastasio Somoza García geschickte Soldaten aus Nicaragua. Hinzu kam eine Freiwilligenarmee der Partido Vanguardia Popular, die zahlenmäßig zwar hoch überlegen (ca. 3000 Mann), jedoch nur sehr schlecht bewaffnet war.
Die Nationale Befreiungsarmee operierte vorrangig im Süden des Landes, wo Ulate in der Bevölkerung die größte Unterstützung hatte und Figueres etliche Unterstützer fand. Den Aufständischen gelang durch mehrere Überraschungsangriffe die schrittweise Besetzung des Landes und die Eroberung von Cartago und Puerto Limón. Die Regierungstruppen und ihre Verbündeten konnten aufgrund mangelhafter Organisationsstrukturen kaum Widerstand leisten. Bald war die von Angehörigen der Partido Vanguardia Popular verteidigte Hauptstadt San José von Figueres’ Armee umzingelt. Die ausweglose Situation zwang die Regierung zur friedlichen Aufgabe. Picado, der offiziell noch an der Macht war, musste nun abtreten und Santos León Herrera wurde Interimspräsident. Am 24. April 1948 schließlich marschierte Figueres mit seiner Nationalen Befreiungsarmee in San José ein, nachdem tags zuvor die Regierungstruppen entwaffnet worden waren.
Aufgrund der strategisch wichtigen geographischen Lage Costa Ricas (Wasserweg über den Río San Juan und den Nicaraguasee als Alternative zum Panamakanal) hatten auch die USA ein Interesse am Ausgang des Bürgerkriegs. Eine Stationierung mehrerer US-Kriegsschiffe vor der Atlantikküste Costa Ricas führte zu Gerüchten, dass die USA möglicherweise ebenfalls eine militärische Intervention gegen das Picado-Regime plante.
Der Bürgerkrieg hatte zwischen 1000 und 2000 Menschenleben gefordert, die meisten davon auf Regierungsseite.

## Gründungsjunta der Zweiten Republik (1948)
Figueres wurde gemäß einem Pakt mit Ulate für 18 Monate Führer einer Gründungs-Junta der Zweiten Republik Costa Ricas, bevor diese die Macht an Ulate übertrug. Figueres setzte Calderóns Sozialreformen fort, verbot die Kommunistische Partei und ihre Presse, führte das Frauenwahlrecht ein, verlieh den Schwarzen alle Bürgerrechte und löste das stehende Heer auf. Er begrenzte die Amtszeit des Präsidenten und setzte ein unabhängiges Wahlgericht ein, das zukünftige Wahlen überwachen sollte. Er nationalisierte die Banken und Versicherungen. Calderón und viele seiner Anhänger zwang er, ins Exil nach Mexiko zu gehen, Sondergerichte konfiszierten ihren Besitz.
Doch die verschiedenen Siegergruppen des Bürgerkriegs differierten in ihren politischen Zielen stark und Figueres musste viele schwierige Kompromisse eingehen. Viele linke Politiker und Aktivisten wurden entführt und ermordet, die Opposition gegen die Aktivitäten der Karibischen Legion in Costa Rica neben der Nationalen Befreiungsarmee war stark, auch in Figueres’ Führungskreis. Machtkämpfe innerhalb der Junta und Auflehnungen gegen Figueres verliefen dank seiner Kontrolle über die bewaffneten Truppen glimpflich für ihn aus. Von Nicaragua unterstützt versuchte Calderón während dieser internen Querelen am 12. Dezember 1948 vergeblich eine Invasion Costa Ricas. Die siegreiche Bürgerkriegsarmee war zu diesem Zeitpunkt jedoch noch bewaffnet, zudem fand Calderón in der Bevölkerung keine Unterstützung. Dennoch war die politische Lage in Costa Rica destabilisiert. Letztendlich verurteilte die OAS das Vorgehen beider Staaten und setzte ein formales Friedensabkommen durch. Dadurch wurde Costa Rica Schutz zugesichert, gleichzeitig musste aber auch die Karibische Legion aufgelöst werden, woraufhin deren Aktivisten nach Guatemala zogen.

## Abschaffung des Militärs
Die Armee Costa Ricas war in den 1940er-Jahren weder quantitativ noch qualitativ stark. Ihre rasche Niederlage gegen Figueres’ Nationale Befreiungsarmee machte dies offensichtlich. Da das Militär sowohl intern als auch – wegen starker Einflussnahme der USA – extern nur eingeschränkte Macht und Funktion hatte, sah man diesbezüglich keine Notwendigkeit einer regulären Armee.
Eine Gruppe junger Männer, welche die von Figueres und Ulate geforderte neue Verfassung aufsetzten, schlugen im am 24. Mai 1948 von der Junta vorgestellten Verfassungsentwurf erstmals eine Abschaffung der Armee vor. Als Gründe wurden vor allem fehlende militärische Tradition sowie die zerstörerischen Folgen militärischer Aktivitäten genannt. Somit vertrat die Verfassungskommission eine andere Ansicht als Figueres, der erst durch Waffengewalt an die Macht gekommen war. Figueres musste einsehen, dass die Idee der Karibischen Legion (die Befreiung Zentralamerikas von seinen Diktatoren), die er nach wie vor verfolgt hatte, nicht zu realisieren war. Infolgedessen erklärte er die Armee Costa Ricas am 1. Dezember 1948 aus ökonomischen und symbolischen Gründen für aufgelöst. Artikel 12 der seit 1949 gültigen Verfassung verbietet seitdem ein stehendes Heer und lässt nur zur nationalen Verteidigung unter bestimmten Voraussetzungen die Einrichtung einer Armee zu. Hierbei haben sich die Streitkräfte ausnahmslos dem Staat unterzuordnen.
Am 3. Dezember unterzeichnete Costa Rica den Rio-Pakt.
Die nationale Sicherheit war nun Aufgabe der Guardia Civil, einer Gendarmerie von ca. 1000 Polizisten und der ca. 700 Mann starken Küstenwache. Nicht klar ist, ob die Nationale Befreiungsarmee aufgelöst wurde oder lediglich in ebendiese Guardia Civil umstrukturiert wurde. Ihre Funktion ähnelte jedenfalls derer der ursprünglichen Armee. Der Mechanismus, dass zu jeder neuen Regierung auch die Polizeioffiziere auszutauschen sind, stellte sicher, dass die Polizei stets politisch loyal zur Regierung war. Auf diese Weise wurde verhindert, dass aus den bewaffneten Kräften politischer Widerstand erwachsen konnte. Dies war somit eine Präventivmaßnahme gegen einen möglichen zukünftigen Militärputsch.
Die Guardia Civil wurde im Laufe der Jahre weiter ausgebaut, gut strukturiert und ihre Angehörigen genossen eine bestmögliche Ausbildung durch US-Unterstützung. 1978 bestand sie bereits aus 4500 Sicherheitskräften und war damit um ein Vielfaches größer als die militärische Armee zuvor. Allerdings verfügte sie über keine größeren Waffen mit Ausnahme von ein paar wenigen Flugobjekten und Booten zur Überwachung des Luft- und Seeraumes. 1996 wurde die Guardia Civil unter anderem mit dem Grenzschutz zusammengelegt und heißt seitdem Fuerza Pública.

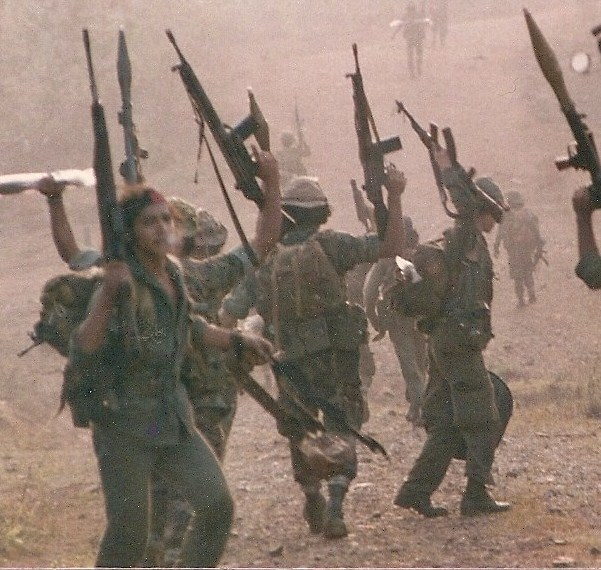
Frente Sur Contras 1987

Während des Contra-Krieges operierten auf dem Territorium Costa Ricas Einheiten der Contra wie Edén Pastoras ARDE und führten von hier aus Operationen in Nicaragua durch. Aufgrund der Eskalation des Krieges wurde innerhalb der Guardia Civil das Batallón Relámpago (Blitz-Bataillon) aufgestellt, das von US-Streitkräften ausgebildet und uniformiert wurde und sich daher bis auf das Hoheitsabzeichen im äußeren Erscheinungsbild praktisch nicht von einer US-Einheit unterschied. Die Einheit in Stärke von rund 600 Mann wurde Ende der 1980er Jahre wieder aufgelöst. (Caballero/Thomas, Central American Wars)
Eine komplette Demilitarisierung wurde nicht vollzogen. Im Vergleich zu den meisten anderen Staaten Zentralamerikas und auch weltweit ist Costa Rica jedoch sehr wenig militarisiert. So beliefen sich die Ausgaben für die Polizei- und Sicherheitskräfte im Jahr 2009 auf nur 0,6 % des BIP.

## Zweite Republik
1949 gab die Gründungsjunta die Macht an den rechtmäßig gewählten Präsidenten Ulate ab, der fortan seine volle Amtszeit antrat.
Figueres gewann 1953 als Gründer und Kandidat der Partido Liberación Nacional (PLN) die erste demokratische Wahl nach dem Bürgerkrieg und regierte bis 1958 und abermals von 1970 bis 1974. Er beherrschte über Jahrzehnte als Führer seiner Partei die Politik und starb am 8. Juni 1990. PLN und Christdemokraten lösten sich regelmäßig in der Macht ab, doch die Wahlen blieben demokratisch. Die beiden politischen Lager näherten sich immer mehr an, so dass Calderón, der im Bürgerkrieg unterlegen und anschließend von Nicaragua aus 1948 und 1955 militärische Putschversuche unternommen hatte, im Jahr 1962 legitim zur Präsidentschaft kandidieren konnte – allerdings erfolglos. 1966 unterstützten sogar sowohl Ulate als auch Calderón die Wahl José Joaquín Trejos Fernández’ zum Präsidenten Costa Ricas. Der häufige Machtwechsel der politischen Lager war wirtschaftlich sehr erfolgreich und führte zur Etablierung eines Sozialstaats, für den 1981 40 % des Haushalts aufgewendet wurden. Zugleich wurde der Staat zum größten Arbeitgeber.
1963 bis 1965 brach der 3432 m hohe Irazú mehrfach aus. Er gilt als einer der gefährlichsten Vulkane. 1723 fand die älteste dokumentierte Eruption statt. 1822, 1841 und 1910 fanden schwere Erdbeben statt, die Cartago schwer zusetzten.
1980 stürzte Costa Rica in eine schwere Wirtschaftskrise. Inflation, Abwertung, steigende Benzinkosten, aber auch sinkende Kaffee- und Bananen- sowie Zuckerpreise waren kennzeichnend. Hinzu kamen die Störungen des Handels durch den Bürgerkrieg in Nicaragua, in dem Costa Rica zuerst zur Basis für die Sandinisten wurde, dann für die Contras. Die Aufnahme von Krediten stieg so stark an, dass Costa Rica als das Land mit der höchsten Pro-Kopf-Verschuldung galt.

## Neutralität
1983 verkündete Präsident Luis Alberto Monge angesichts der Verschärfung der Bürgerkriege in Nicaragua die unbewaffnete Neutralität seines Landes.
Bei den Wahlen von 1986 gewann der Soziologe und Wirtschaftsanwalt Óscar Arias Sánchez. Arias versuchte die Contras aus Costa Rica zu verdrängen und die offizielle Neutralitätserklärung seines Landes von 1983 in die Tat umzusetzen. 1987 gelang ihm der Verhandlungsdurchbruch und die Unterzeichnung eines Friedensplanes durch die fünf mittelamerikanischen Länder. Er erhielt dafür den Friedensnobelpreis von 1987.
Im Februar 1990 gewann Rafael Ángel Calderón Fournier, der Kandidat der Christlich-Sozialen Einheitspartei (PUSC) (PUSC) mit 51 % der Stimmen die Wahl. Genau 50 Jahre nach seinem Vater wurde er in sein Amt eingesetzt. Unter dem Druck der Weltbank und des International Monetary Fund, initiierte Calderón einen harten Sparkurs. Costa Rica wurde gelegentlich die „Schweiz Mittelamerikas“ genannt, weniger wegen der Landschaft, als wegen des Wohlstands und der Neutralität.
Im März 2006 wurde Óscar Arias Sánchez, wie schon 1986 (bis 1990) zum Präsidenten gewählt. Er ist bereits seit seiner Studienzeit Mitglied der Partei der Nationalen Befreiung (PLN), 1981–1983 ihr Generalsekretär. Der Friedensnobelpreisträger vermittelte 2009 nach dem Putsch in Honduras.

## Freihandelsabkommen mit den USA (2007) und Wirtschaftskrise
Am 7. Oktober 2007 fand in Costa Rica eine Volksabstimmung über ein Freihandelsabkommen mit den USA, Zentralamerika und der Dominikanischen Republik statt, den Tratado de Libre Comercio con los Estados Unidos, Centroamérica y República Dominicana, der mit 51,6 % der abgegebenen Stimmen angenommen wurde. Die Kampagne für das Abkommen wurde vor allem vom Präsidenten Óscar Arias Sánchez und seiner Partei der Partido Liberación Nacional (PLN) getragen, aber auch von Intellektuellen, Politikern und Wirtschaftsvertretern.
Die Kampagne gegen das Abkommen wurde von der Oppositionspartei Partido Acción Ciudadana (PAC) und deren Vertretern Otton Solis und Jose Miguel Corrales unterstützt. Es bildeten sich aber auch private Initiativen, die unter dem Slogan „¡Mi corazón dice no!“ (Mein Herz sagt nein!) antraten.

## Streit um Rechte der indigenen Bevölkerung
2008 wurde ohne die gesetzlich vorgeschriebene Einbeziehung der Betroffenen, vor allem der im dortigen Térraba-Tal ansässigen Teribe, das größte Stauseeprojekt Mittelamerikas beschlossen. Mit diesem Projekt, El Diquís, soll ein See von 7400 ha Fläche entstehen, der Strom ist ganz überwiegend für den Export vorgesehen. Den Teribe gehörten noch vor wenigen Jahrzehnten rund 9000 ha Land, doch blieben ihnen nach illegalen Besiedlungen nur noch rund zehn Prozent. Ihre Dörfer sollen zwangsweise umgesiedelt werden, doch wehren sich die Indigenen gegen die Zerstörung ihrer Kultur, die auf der natürlichen Umgebung basiert. Gefährdet sind darüber hinaus 108 archäologische Stätten. Im April 2011 besuchte James Anaya, der UN-Sonderberichterstatter zur Lage der Menschenrechte und Grundlegenden Freiheiten Indigener Völker, das Térraba-Tal, um sich ein Bild über die Situation zu verschaffen. Nach Gesprächen mit Vertretern der Teribe und dem staatlichen Energiekonzern ICE (Instituto Costarricense de Electricidad), stoppte Letzteres vorläufig Baumaßnahmen auf 20 Hektar im indigenen Reservat.